# Mafalda Portugalska (1149–1160)
Mafalda Portugalska (ur. 1149 w Coimbrze  – zm. 1160) – portugalska infantka, drugie dziecko i pierwsza córka króla Portugalii Alfonsa I i Mafaldy Sabaudzkiej.
30 stycznia 1159 roku, kiedy Mafalda miała dziesięć lat, zostało uzgodnione jej małżeństwo z, wówczas siedmioletnim, Alfonsem, księciem Aragonii. Jednak małżeństwo nie doszło do skutku, gdyż Mafalda zmarł młodo w 1160 roku. To jednak nie popsuło dobrych relacji między Portugalią a Aragonią. Młodszy brat Mafaldy, Sancho (przyszły Sancho I) ożenił się w 1175, z siostrą Alfonsa, Dulce.